# Anton Maria Zanetti (1706-1778)
Anton Maria Zanetti (Venezia, 1º gennaio 1706 – Venezia, 3 novembre 1778) è stato un bibliotecario e critico d'arte italiano, erudito e storiografo veneziano, cultore di lingue antiche e di arti pittoriche.
Correntemente definito "il Giovane" per distinguerlo dal più anziano cugino Anton Maria Zanetti il Vecchio, in realtà usava firmarsi «Anton Maria Zanetti di Alessandro».

## Biografia
Figlio di Alessandro Zanetti nobile veneziano e della milanese Antonia Limonti, Anton Maria nacque nel 1706, fratello maggiore del filologo e numismatico Girolamo Francesco. Si formò abbinando studi scientifici ed umanistici presso i Gesuiti.
Venne nominato nel 1737 conservatore della Biblioteca Marciana, condotta allora da Lorenzo Tiepolo, con l'incarico di compilare il catalogo dei manoscritti greci e latini. Con l'aiuto dell'ellenista vicentino Antonio Bongiovanni, Zanetti completò l'inventario dei manoscritti greci nel settembre 1738 e procedette poi da solo alla compilazione di quelli latini fino al giugno del 1740. Il Senato della Repubblica pubblicherà il catalogo dei manoscritti greci nel 1740 e quello dei manoscritti latini nel 1741, ottenendo un immediato successo editoriale messo a profitto promuovendo in cambio del catalogo, la consegna di altri libri per accrescere i fondi della biblioteca, che in quel frangente metteva a disposizione degli eruditi l'inventario delle opere greche del lascito del cardinal Bessarione.
Incoraggiato dall'Algarotti a realizzare per Venezia quello che Bartoli e Bellori avevano fatto per Roma, pubblicando già nel 1680 Le pitture antiche del sepolcro de Nasonii nella Via Flaminia, disegnate, ed intagliate alla similtudine degli antichi originali, Zanetti, nel 1744 formò il proposito di raccogliere un repertorio degli affreschi veneziani nell'idea di preservarne la memoria, stando il precoce decadimento a cui la pittura murale è soggetta. Fu così che nel 1760 pubblicò le Varie pitture a fresco de' principali maestri veneziani corredate da illustrazioni di propria mano e di annotazioni precise circa l'ubicazione e lo stato di conservazione. La sua raccolta rimane preziosa testimonianza di opere oggi perdute, come gli affreschi di Giorgione e Tiziano al Fondaco dei Tedeschi.
Nel 1771 si dedicò ad un altro importante inventario sulle smisurate bellezze di Venezia, Della Pittura Veneziana libri cinque e delle opere pubbliche de' veneziani maestri - Libri V, concepito in senso cronologico a partire dal XIV secolo.
Nel 1773 venne incaricato dal Consiglio dei Dieci di stendere una catalogo di tutte le opere pittoriche pubbliche custodite nella città e nelle isole della Laguna, prevedendo anche la creazione di elenchi da consegnare agli amministratori di tali beni.
Rimase conservatore della Biblioteca nazionale Marciana fino alla sua morte; suo successore fu Jacopo Morelli.

## Opere
- Descrizione di tutte le pubbliche pitture della città di Venezia e isole circonvicine : o sia rinnovazione delle Ricche minere di Marco Boschini : colla aggiunta di tutte le opere, che uscirono dal 1674. fino al presente 1733 : con un compendio delle vite, e maniere de' principali pittori, Venezia, Pietro Bassaglia, 1733. URL consultato il 21 gennaio 2020.
- Varie pitture a fresco de' principali maestri veneziani : ora la prima volta con le stampe pubblicate, Venezia, 1760. URL consultato il 21 gennaio 2020.
- Della pittura veneziana e delle opere pubbliche de' veneziani maestri libri V, Venezia, Albrizzi, 1771. URL consultato il 21 gennaio 2020.